# Micardia pulcherrima
Micardia pulcherrima là một loài bướm đêm trong họ Noctuidae.